# Paris (album Zaz)
Paris – trzeci album studyjny francuskiej wokalistki Zaz, wydany 10 listopada 2014 roku przez wytwórnię Warner Music. Producentem płyty został Quincy Jones.
W Polsce płyta była promowana dwoma singlami – nowymi aranżacjami francuskich piosenek „Paris sera toujours Paris” i „Champs Élysées”. Na płycie znalazły się także utwory nagrane przez Zaz razem z innymi wokalistami: „I Love Paris/J'aime Paris” w duecie z kanadyjską piosenkarką jazzową Nikki Yanofsky, „J'aime Paris au mois de mai” z Charles’em Aznavourem oraz „La romance de Paris” z Thomasem Dutronc. Album w Polsce uzyskał status podwójnej platynowej płyty.
Dnia 6 listopada 2015 ukazała się reedycja albumu w formatach CD+DVD, DVD i Blu-ray zatytułowana Paris, encore!. Oprócz wykonań znanych z pierwotnej wersji zawiera m.in. duet Zaz i hiszpańskiego artysty Pabla Alborána w piosence „Sous le ciel de Paris” czy nagrania z festiwalu Stuttgart Jazz Open 2015 z udziałem big bandu SWR Big Band.

## Lista utworów

### Wersja standardowa
| 01. | „Paris sera toujours Paris”                             | 2:58  |
|     |                                                         |       |
| 02. | „Sous le ciel de Paris”                                 | 3:54  |
|     |                                                         |       |
| 03. | „La Parisienne”                                         | 3:00  |
|     |                                                         |       |
| 04. | „Dans mon Paris” (Version Swing Manouche)               | 3:18  |
|     |                                                         |       |
| 05. | „Champs-Élysées”                                        | 2:55  |
|     |                                                         |       |
| 06. | „À Paris”                                               | 3:17  |
|     |                                                         |       |
| 07. | „I Love Paris/J'aime Paris” (z Nikki Yanofsky)          | 3:01  |
|     |                                                         |       |
| 08. | „La romance de Paris” (z Thomasem Dutronc)              | 4:02  |
|     |                                                         |       |
| 09. | „Paris Canaille”                                        | 3:31  |
|     |                                                         |       |
| 10. | „La complainte de la Butte”                             | 3:19  |
|     |                                                         |       |
| 11. | „J’aime Paris au Mois de Mai” (z Charles’em Aznavourem) | 4:05  |
|     |                                                         |       |
| 12. | „Afternoon in Paris/Paris, l’après-midi”                | 2:24  |
|     |                                                         |       |
| 13. | „J’ai deux amours”                                      | 3:26  |
|     |                                                         |       |
|     |                                                         | 43:10 |
|     |                                                         |       |